# St. Peter und Paul (Memmingen)
Die an der Oberschwäbischen Barockstraße liegende Kirche St. Peter und Paul, auch Kreuzherrenkirche oder Kreuzherrensaal genannt, ist die ehemalige Klosterkirche des oberschwäbischen Klosters der Brüder vom Orden des Heiligen Geistes in Memmingen. Die heute im Besitz der Stadt Memmingen befindliche Kirche ist profaniert wird als Konzert- und Ausstellungssaal sowie als Festsaal für offizielle Anlässe genutzt.

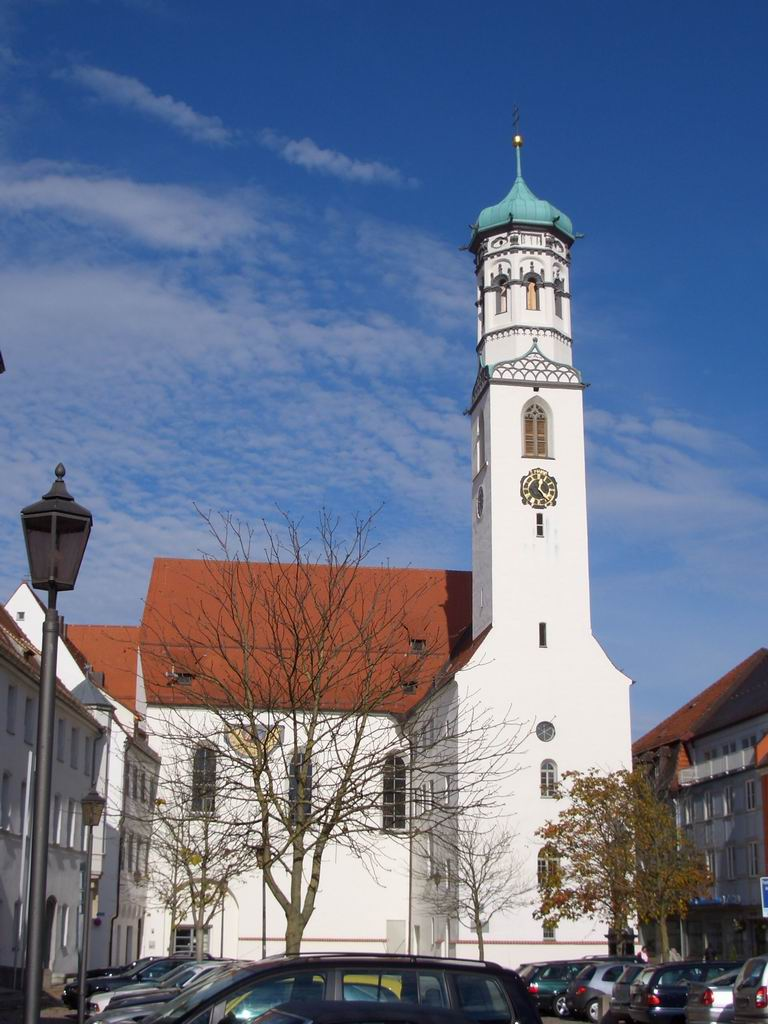
Die Kirche vom Hallhof aus

## Lage
Die Kirche liegt östlich an der alten Welfenstadt in der Altstadt Memmingens. Das Kirchenschiff ragt in den Hallhof, den ehemaligen Klosterhof der Kreuzherren, wie die Brüder vom Orden des Heiligen Geistes in Memmingen genannt wurden.

## Geschichte

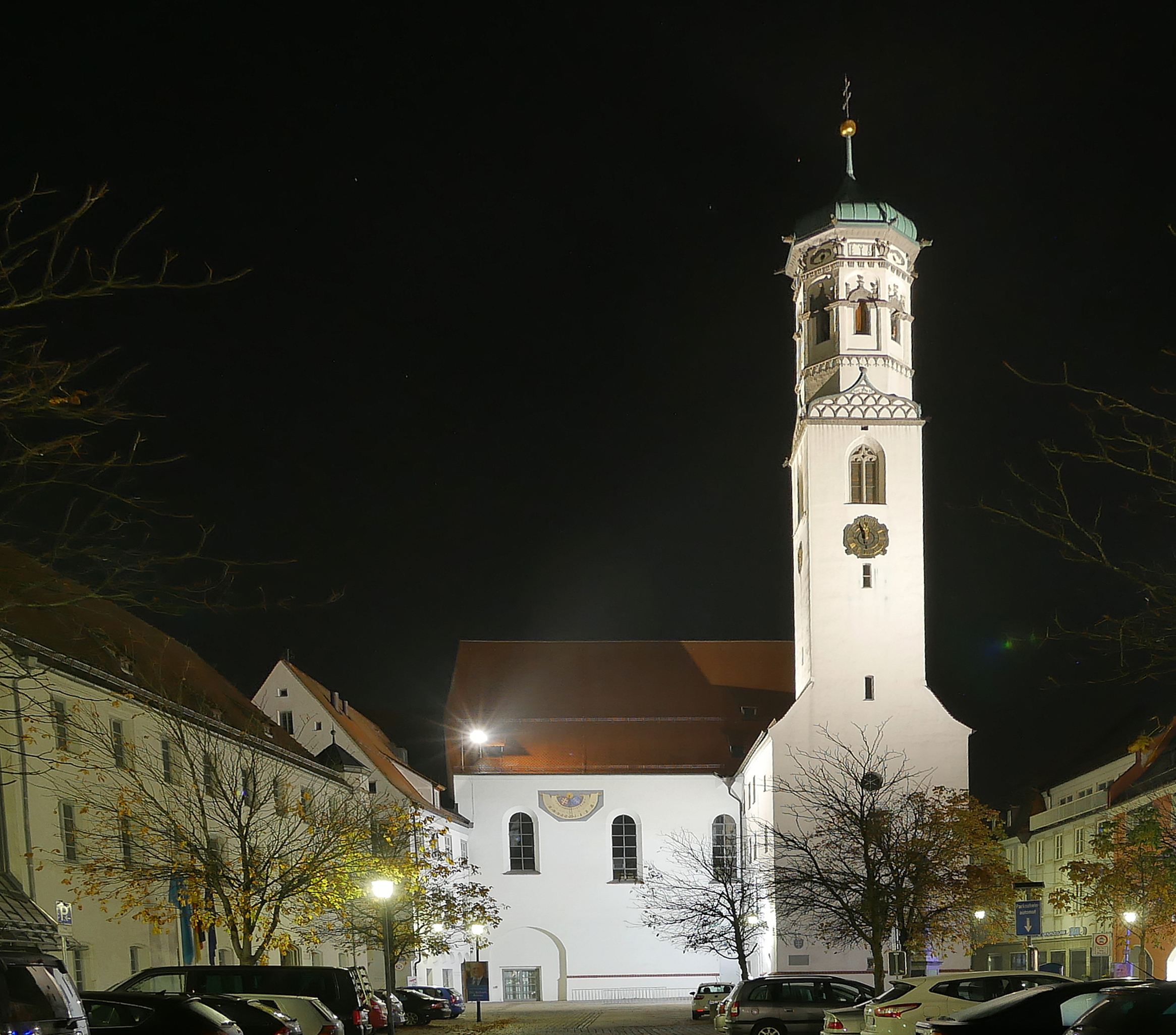
Die nachts angestrahlte Kirche

Die Vorgängerbauten der heutigen Kirche brannten mehrmals ab. Eine Rekonstruktion lässt die dürftige Quellenlage nicht zu. Lediglich einige Altarweihen sind unter den Spitalmeistern Konrad von Senden, Heinrich Löffler und Konrad Stetter zwischen 1288 und 1439 bekannt. Der heutige Bau wurde von 1480 bis 1484 im spätgotischen Stil errichtet. Bei dem Memminger Bildersturm im Zusammenhang mit der Reformation in Memmingen wurde 1531 sämtliches Kircheninventar aus der Kirche entfernt und zum großen Teil vernichtet. Die Stadt Memmingen verpflichtete sich 1548, den vorherigen Zustand wiederherzustellen und begann am 6. August desselben Jahres die Altäre wieder aufzubauen und das Sakramentshäuschen wiederherzustellen. Der Augsburger Bischof Heinrich V. von Knöringen weihte 1623 weitere Altäre in der Kirche. Bei den Belagerungen der Stadt während des Dreißigjährigen Krieges 1632 und 1647 wurde das Kirchendach schwer beschädigt.
Eine weitreichende barocke Umgestaltung erfuhr die Kirche 1709. Nach der Säkularisation des Klosters wurde die Kirche 1823 profaniert. Dabei wurde eine Zwischendecke eingezogen und man entfernte sämtliche Einrichtungsgegenstände. Die Fenster an der Nordfront an der Kalchstraße wurden mit klassizistischen Stuckvorhängen verziert. Nach dem Zweiten Weltkrieg, den die Kirche trotz der zweimaligen Bombardierung der Stadt unbeschadet überstand, wurde die Zwischendecke 1947 erneuert. Seitdem wird die Kirche als Konzert- und Ausstellungssaal verwendet. In den 2000er Jahren wurde die Kirche aufwändig saniert und wieder in den ursprünglichen Zustand versetzt. Die Zwischendecke wurde entfernt, der Deckenstuck und die Malereien wurden saniert.

## Baubeschreibung
Die Kirche ist eine einschiffige Saalkirche ohne Chorbereich. An der Nordfassade ist eine Empore eingebaut, an der Südseite grenzt der Glockenturm an das Kirchenschiff. Die Ostseite wird durch das Unterhospital sowie die darüber liegenden ehemaligen Klosterräume begrenzt.

## Ausstattung

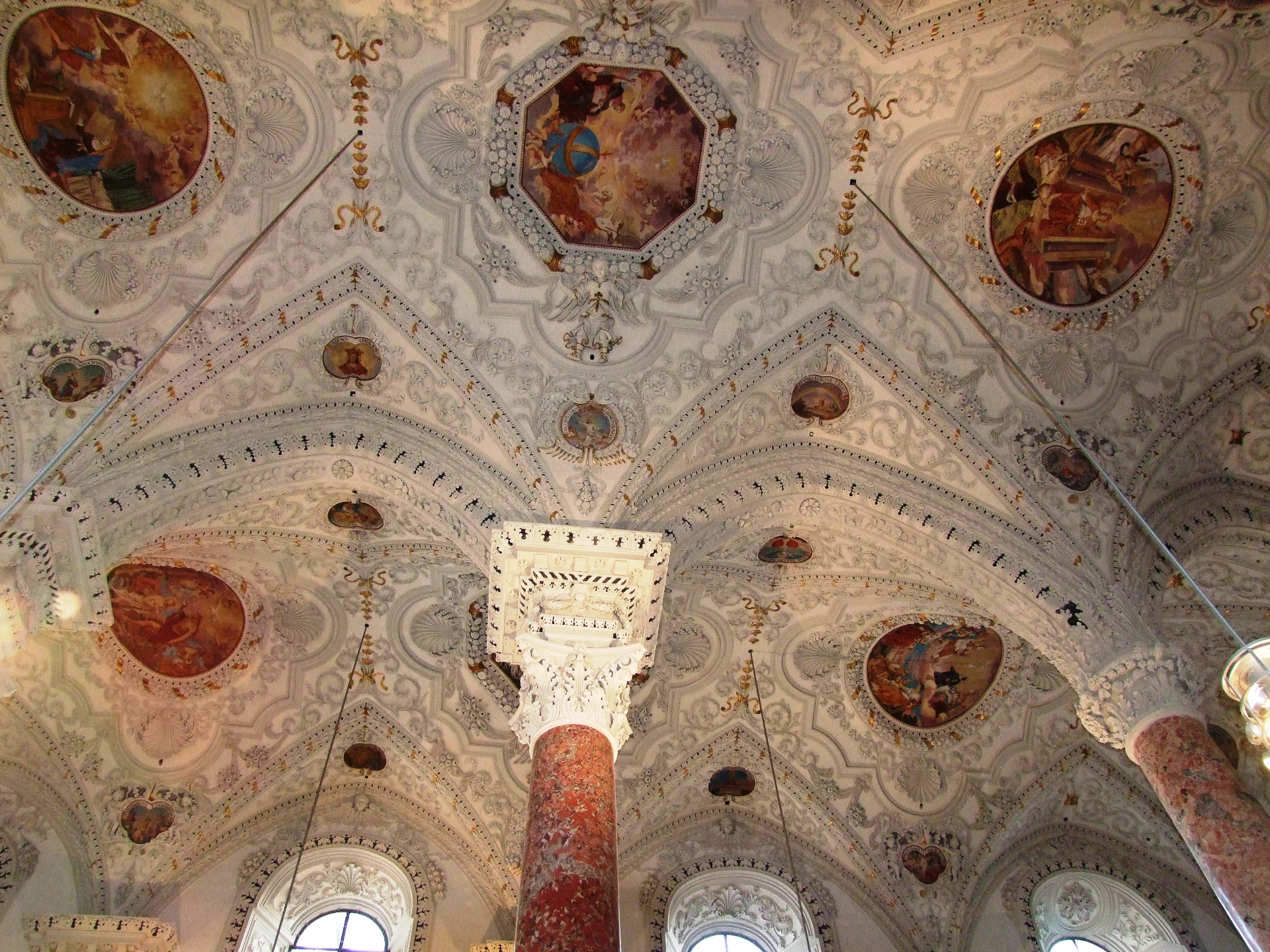
Die Stuckdecke der ehemaligen Klosterkirche

Der Stuck wurde 1709/1710 von Matthias Stiller und seinem Sohn Michael Stiller nach der Art von Johann Baptist Zimmermann an der Decke gestaltet. Die Fresken wurden von Johann Friedrich Sichelbein gemalt.